# Mies Elout-Drabbe

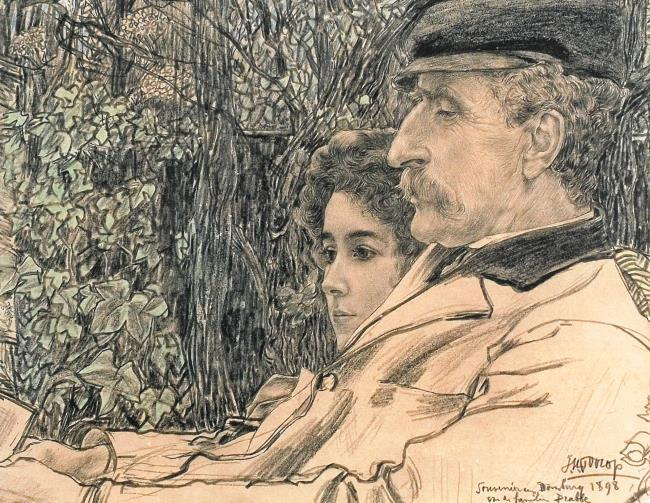
Jan Toorop - Dubbelportret van Johan Drabbe en zijn dochter Mies, 1898

Marie Jeanette Sophie (Mies) Elout van Soeterwoude-Drabbe - ook Moen genoemd - (Utrecht, 4 maart 1875 – Ellecom, 24 mei 1956) was een Nederlandse schilderes en tekenares. 

## Levensloop
Zij leefde en werkte voornamelijk in Domburg. Samen met haar vriend Jan Toorop en met hulp van collega's als Ferdinand Hart Nibbrig en Jan Heyse organiseerde zij de bekende Domburgse Tentoonstellingen, die tussen 1911 en 1921 hebben plaatsgehad. Zij was getrouwd met Paulus Johannes Elout van Soeterwoude (1873-1956), directeur van de Domburgsche Zeebadinrichting en telg uit het geslacht Elout.
Mies Elout kreeg haar eerste lessen van Willem Schütz in Middelburg. Ze wordt vaak genoemd als leerling van Toorop, maar ook Piet Mondriaan heeft invloed op haar gehad. Dankzij Toorop heeft Mies Elout een opleiding aan de Tekenacademie in Den Haag gevolgd. Hij was de kunstenaar die haar een gevoel voor vlakverdeling bijbracht, voor schaduwwerking en het samenspel van lijnen.
Hoewel Mies Elout in Domburg een teruggetrokken bestaan leidde, speelde zij een belangrijke rol als muze voor kunstzinnige en literaire vrienden als Toorop, Mondriaan, Arthur van Schendel en Richard Roland Holst - en als Moen voor haar naaste verwanten. Mies Elout-Drabbe woonde haar hele leven in de badplaats, met uitzondering van haar studietijd aan de Haagse Tekenacademie (1899-1901) en haar laatste levensjaar in Ellecom. Ze overleed in 1956 op 81-jarige leeftijd, enkele dagen na haar echtgenoot, en werd samen met hem begraven in Domburg.
Haar zoon Frans Elout overleed in 1994, hij heeft een collectie van veertig olieverfschilderijen en circa driehonderd werken op papier van zijn moeder nagelaten. De onderwerpen op de schilderijen en tekeningen variëren van portretten tot landschappen, bos- en zeegezichten, tuinstukken, dier- en figuurschilderingen en stillevens.